# Maurizio Restelli
Maurizio Restelli (Montebelluna, 4 febbraio 1954) è un ex calciatore italiano, di ruolo centrocampista.

## Carriera

### Club

Restelli al Cagliari nella stagione 1981-1982

Cresciuto calcisticamente nelle giovanili del Montebelluna, viene acquistato dalla Fiorentina nel 1972. Nel 1974 passa alla Reggiana e successivamente al Lanerossi Vicenza.
Nel 1976 torna a Firenze disputando 22 presenze in Serie A; l'anno successivo si trasferisce al Napoli giocando 29 partite di campionato e perdendo la finale di Coppa Italia (in tale partita, contro l'Inter, segnò la rete del momentaneo vantaggio partenopeo, poi ribaltato dai nerazzurri).
Nel 1978 fa ritorno di nuovo alla Fiorentina dove stavolta resta per tre stagioni, segnando una rete in 78 partite di massima serie. Nel 1981 si trasferisce al Cagliari dove disputa 57 partite segnando 2 reti, ancora in massima categoria. Tra il 1983 e il 1985 milita nel Padova, in Serie B, per poi proseguire la carriera nelle categorie minori.
In carriera ha totalizzato complessivamente 186 presenze e 2 reti in Serie A, e 128 presenze e 4 reti in Serie B.

### Nazionale
Nel 1977 ha disputato due partite con la nazionale Under-21.